# آنا ماريا ألفارادو
آنا ماريا ألفارادو (بالإسبانية: Ana María Alvarado)‏ هي درامية ‏ ومحركة دمى وصحفية ومخرجة وممثلة مكسيكية، ولدت في 28 نوفمبر 1968.